# 黒部市立清明中学校
黒部市立清明中学校（くろべしりつせいめいちゅうがっこう）は、富山県黒部市に所在する公立中学校。

## 沿革
2020年4月に黒部市立高志野中学校と黒部市立鷹施中学校が統合して、開校した。校舎は旧高志野中学校の校舎を使用。
校名は学校周辺に存在する「清水の里」の様に、物事に清く接し、何事にも明るく振る舞える人に育って欲しいという願いを込めて付けられた。
開校時の生徒数は502名。

## 周辺
- あいの風とやま鉄道線
- 富山県道2号魚津生地入善線
- 富山県道53号若栗生地線
- 黒部漁港